# 米德兰酒店
米德兰酒店（The Midland Hotel）是英国曼彻斯特的一間酒店，开业于1903年9月，由米德兰铁路公司兴建，位于曼彻斯特中央车站（通往伦敦圣潘克拉斯车站铁路的北部终点，今曼彻斯特中央会议中心）对面，彼得街和Lower Mosley Street路口，面临圣彼得广场。米德兰酒店由Charles Trubshaw设计，爱德华巴洛克风格，兴建于1898-1903年，耗资超过100万英镑。这是一座二级登录建筑。

## 历史
米德兰酒店开业的第一年，入住的客人超过7万名，被称为“二十世纪的宫殿”酒店还有一个1000座位的剧院。
1904年，查尔斯·劳斯与亨利·莱斯在米德兰酒店会见，此后合作成立劳斯莱斯有限公司。

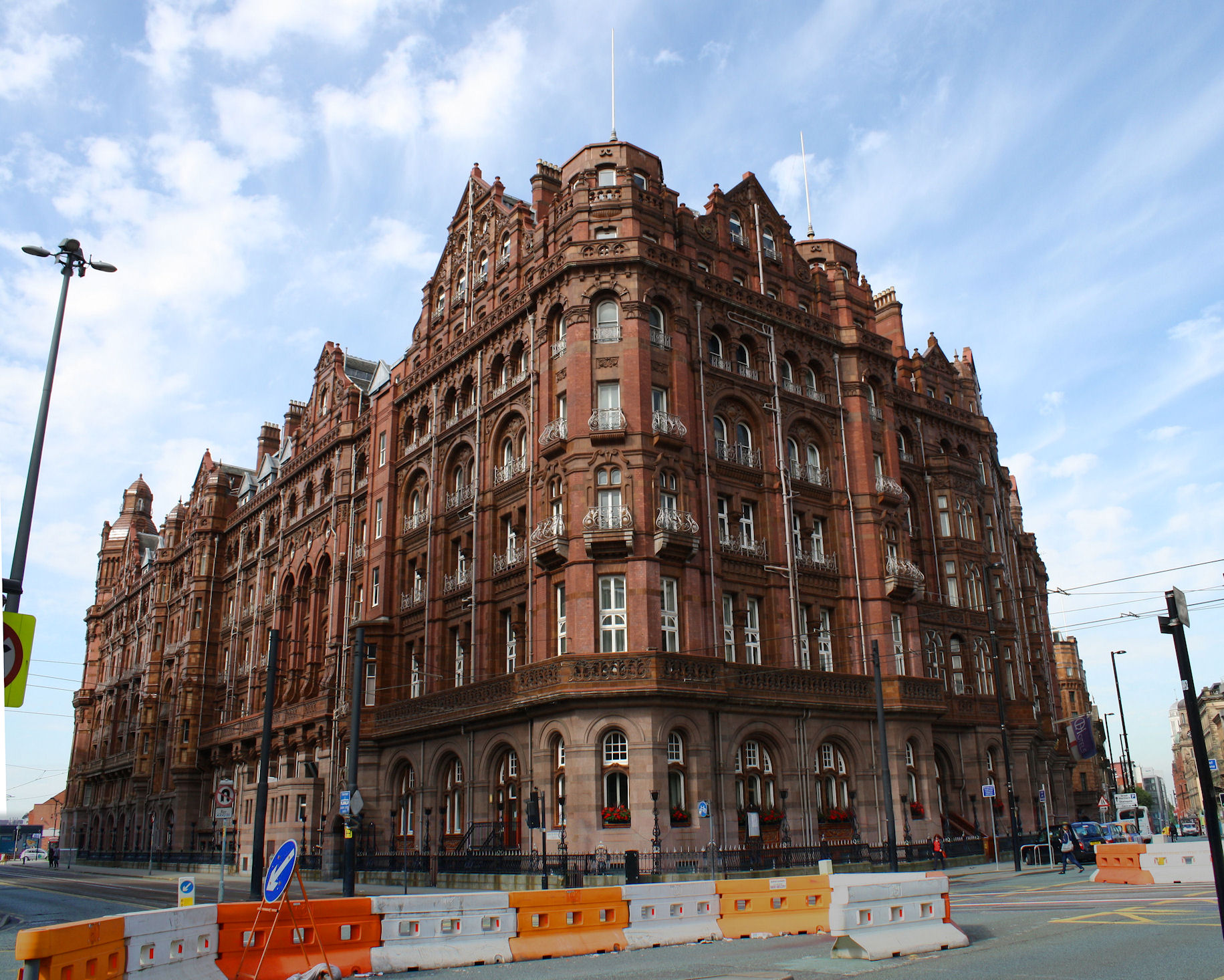